# Váltó (sport)

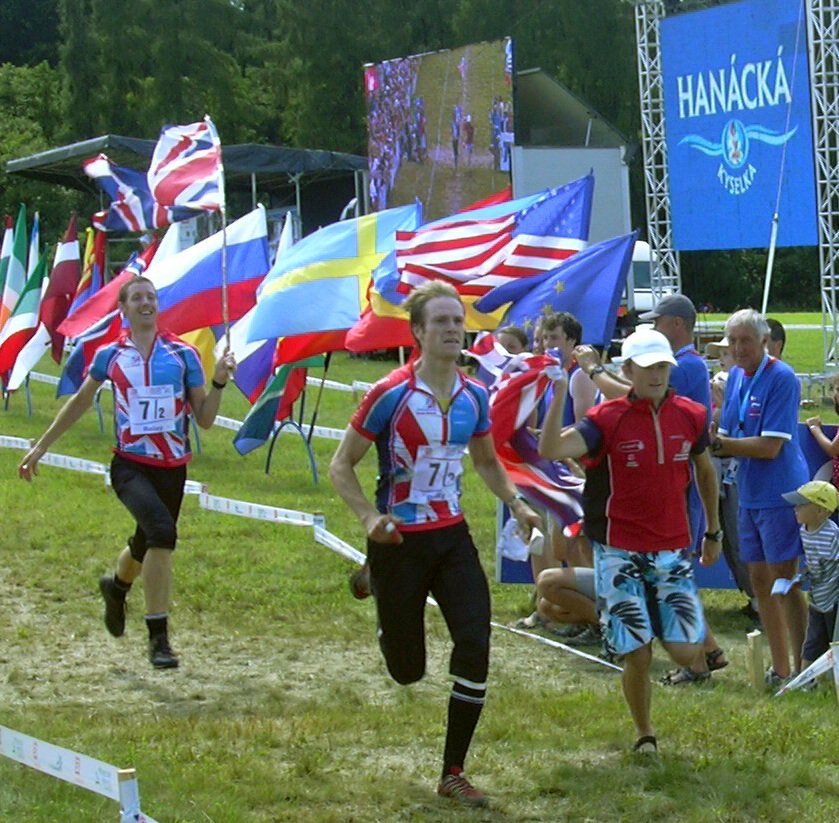
Tájékozódási-futó világbajnokság 2008-ban, a győztes csapat (UK) váltása a 2. és 3. ember között

A váltó (staféta) egy versenyág a sportban, például az egyébként egyéni ágakban mint futás, úszás, tájfutás és sífutás, amelyben a csapatok általában négy ember között osztják fel a távolságot, és mindegyikük megteszi a rá eső utat. A hazai versenyeken a klubok mérkőznek meg egymással, míg a nemzetközi versenyeken országok csapatai harcolnak a győzelemért.

## Atlétika

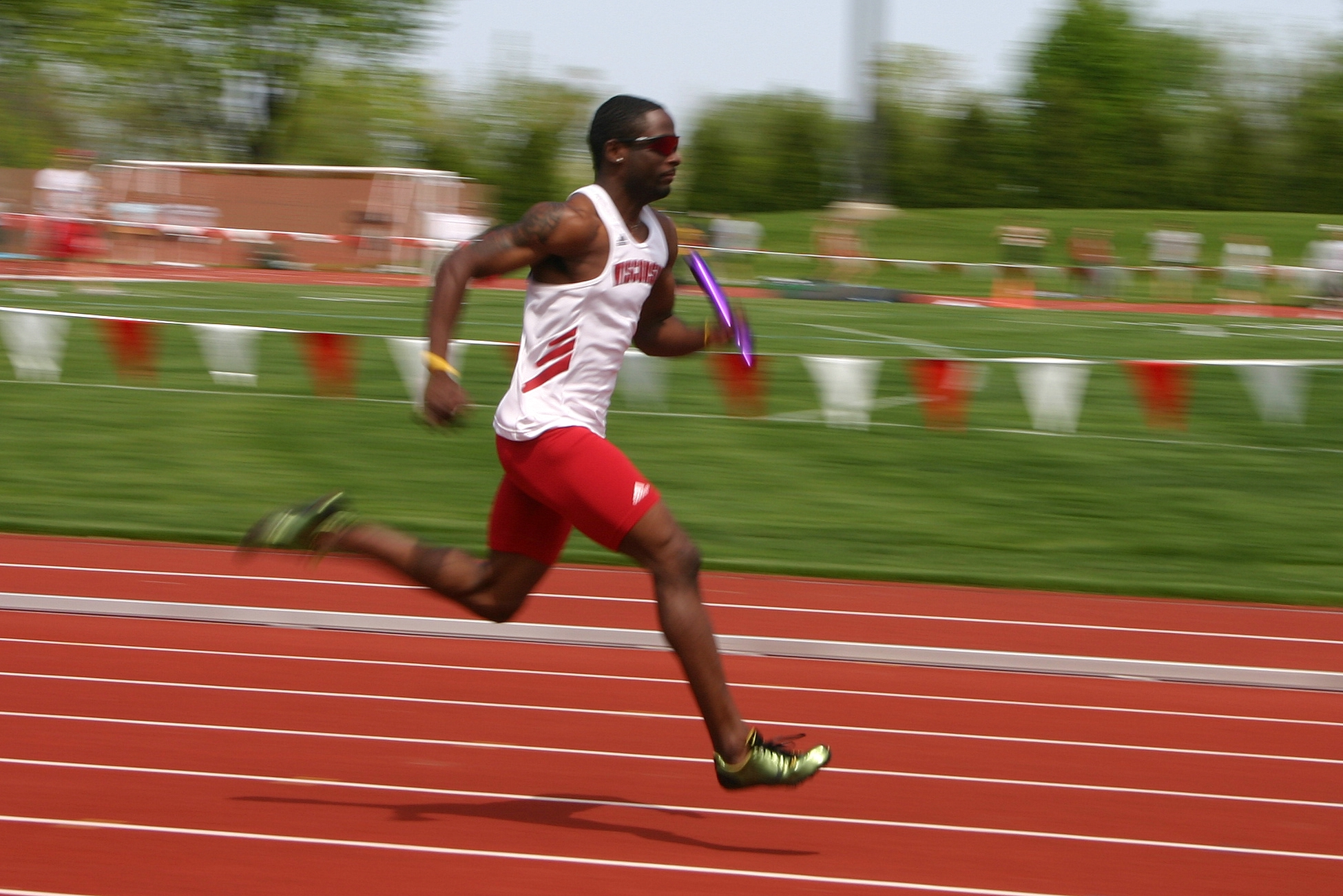
Befutó ember a Wisconsin egyetem 4x100 m váltójában

Az atlétikában a két szokásos versenyszám a 4×100 m váltó és a 4×400 m váltó. Hagyományosan, a 4×400 m váltó döntője a sportesemény záró versenyszáma, és gyakran egy nagyon lelkes közönség követi, főleg ha az utolsó szakasz egy szoros versenyt ígér. Ezeken a versenyeken a futók egy váltóbotot (stafétabot) kell átadjanak a váltó következő tagjának.
Nehéz pontosan mérni a 4×400 m (vagy egy 4×100 m) váltó egyéni teljesítményeit. Például, ha egy csapat 3 perces időt futott 4×400 méteren, ez nem azt jelenti, hogy mindegyik futó a csapatban 45 másodpercet futott. Mivel a második, harmadik és negyedik személy gyorsulni kezd már mielőtt átveszi váltóbotot, általában a kezdő szakasz valamivel lassabb mint a többi három.
A 4×400 m váltóban általában külön sávon futják az első kört, beleértve az váltóterületet. A váltók második tagjai külön sávon a futják az első 100 métert, ami után bemehetnek a belső sávra de csak úgy, hogy nem akadályozzák a többi futót. A verseny szervezői, a harmadik váltás futóit a közben kialakult sorrendtől függően állítják fel (az első hely a belső pálya). A gyorsabb csapatok váltanak először, míg a lassabb csapatok csak utánuk foglalják el a belső pozíciókat, hogy könnyebben elérhetőek legyenek.
Ritkábban szoktak 4×200 m, 4×800 m és 4×1600 m váltókat is rendezni, főleg középiskolai szinten, ahol egy-egy iskolának általában csak egy vagy két erős versenyzője van ezeken a távokon.

### Szabályok és stratégia
Minden futó át kell adja a stafétabotot a következő futónak egy bizonyos területen belül, amit általában háromszögekkel jelölnek meg a pályán. A rövidtávon futók egy úgynevezett „vak átadást” használnak, ahol a második futó akkor indul be amikor az első futó elért egy bizonyos jelt a pályán (általában egy kisebb háromszög). A második futó néhány lépés után kinyitja a kezét hátra, hogy amikor az első futó utolérte a kezébe tudja adni a váltóbotot. Az első futó általában hanggal is jelez, mint például „bot!”, hogy az átvevő nyújtsa hátra a kezét. A hosszabb távú váltóknál az átvevők futás közben visszanéznek a beérkező futóra és akkor nyújtják a kezüket, amikor kell.

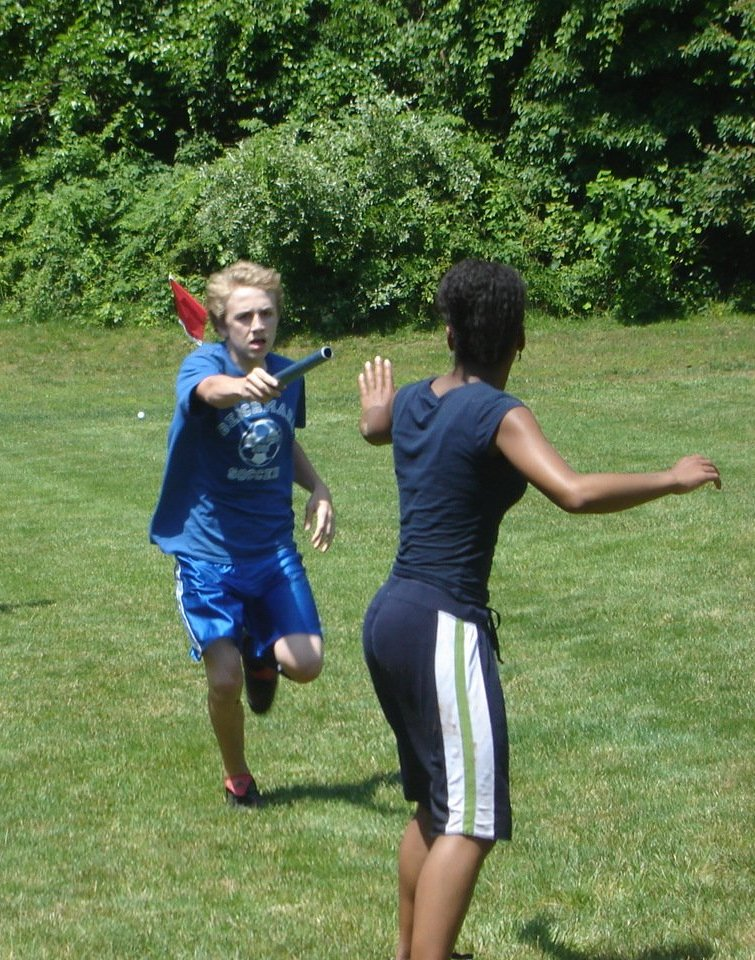
Két versenyző a váltóbot átadása előtt

Egy csapat kizárható a versenyből a következőkért:
- futás váltóbot nélkül/célba érkezés váltóbot nélkül
- a váltóbot szabálytalan fogása (kesztyű vagy más anyag használata)
- bot elejtése/akadályozás az elejtett bot felvételekor
- elő-/túlváltás
- akadályozás váltáskor
- egy másik csapat botjának el-/felvétele
- indulási hiba – 10 m-nél messzebbről indulás a váltóterület előtt (4x100 m)
- indulási hiba – váltóterületen kívülről indulás (4x400 m)
- felállási sorrend megváltoztatása váltás előtt
- lökdösődés/akadályozás váltáskor (belső pozíció elfoglalásakor)

Az atlétikában elfogadott stratégia, hogy a leggyorsabb versenyző fut utolsónak. Szintén figyelembe szokták venni, ha valamelyiküknek jobb a rajttámlából való startja a többiekénél.

### Versenyek

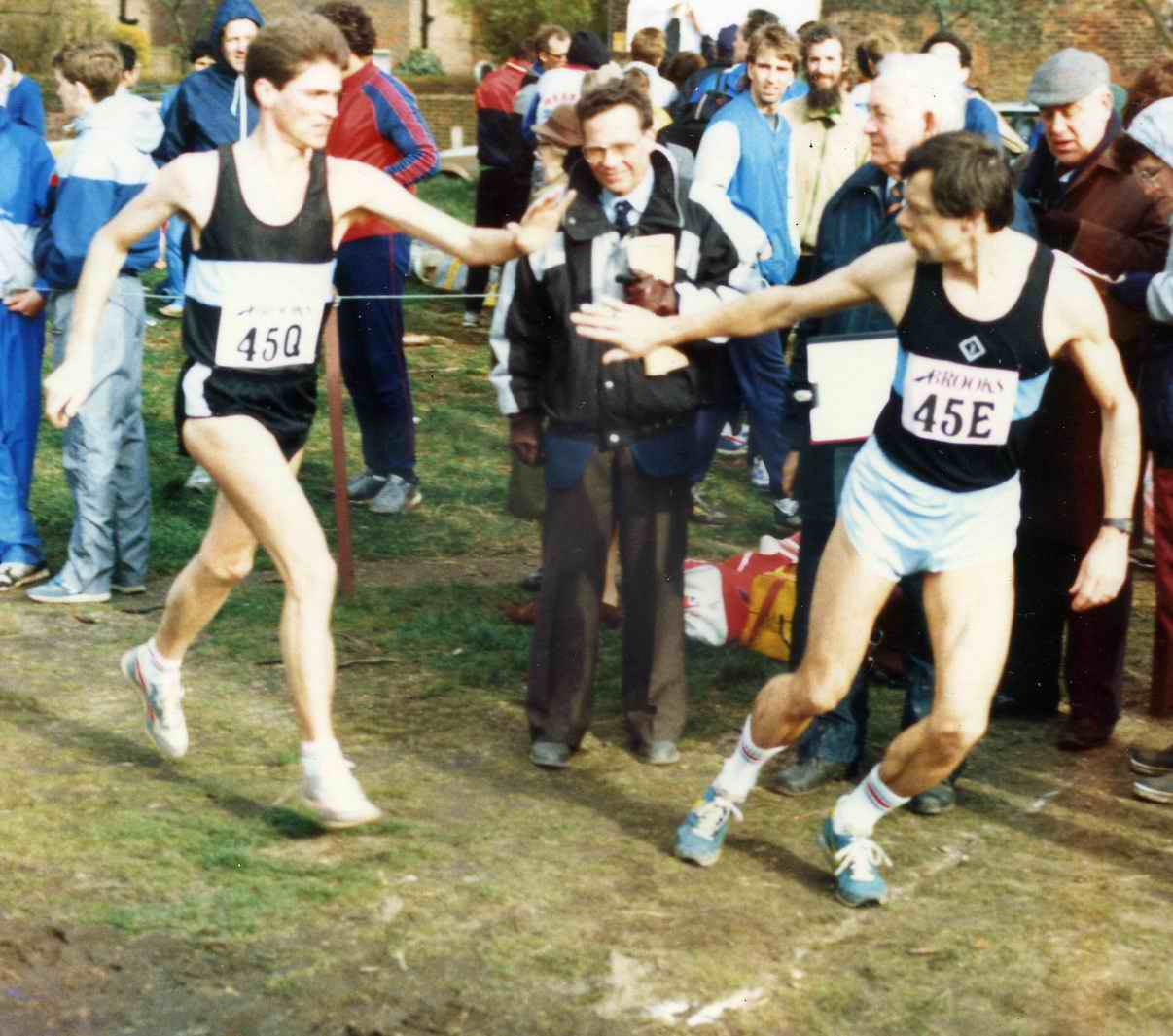
Váltás az Athletes in the Southern Counties 12-Stage Road Relay Championships versenyen, Wimbledon Common, London, 1988

A világ legnagyobb váltó rendezvénye a norvég Holmenkollstafetten, 2944 csapat, 15 starttal és célbaéréssel a Bislett stadionban, Oslóban, amelynek 2014 május 10-én összesen 44 160 résztvevője volt.
Egy másik nagy váltó esemény a Penn váltó, amelyen több mint 15 000 versenyző vesz részt évente középiskolai, főiskolai és profi szinten, és több mint 100 000 nézőt vonz. Elismerten a váltó versenyzés egyik népszerűsítője az atlétikában.
A világ leghosszabb váltója a japán Prince Takamatsu Cup Nishinippon Round-Kyushu Ekiden verseny, amely Nagaszakiból indul és 1064 km hosszú.

### Hosszútávú váltók
A hosszútávú váltók egyre népszerűbbek a résztvevők képzettségi szintjétől függetlenül. Ezek a váltók általában 5-36 szakaszból állnak, amelyek általában 5 és 10 km hosszúak.
A 100 km alatti versenyeket nappal rendezik, és minden futó egy vagy két hosszt fut. A hosszabb váltókat éjszaka futják, és minden futó általában három hosszt teljesít.

### Vegyes váltók
Vegyes váltó versenyeket is futópályán bonyolítják le, és az általában négy futóból álló csapat fokozatosan nagyobb távolságokat fut. A versenytávok vegyes váltóban 1200, 400, 800 és 1600 méter, ebben a sorrendben. A sprint vegyes váltó esetében a lefutott hosszak 400, 200, 200 és 800 méter míg egy kevésbé gyakori változatában 200, 100, 100 és 400 méter (más néven rövid sprint vegyesváltó).
Egy másik változat a svédváltó, ahol a távok 100, 200, 300 és 400 méter.

### Váltók érmeken
A váltóversenyek sok érmén a fő motívumot képezik. Az egyik legújabb ilyen a görög 10 € arany és ezüst emlékérme, amit a 2004. évi nyári olimpiai játékok emlékére adtak ki. Az érme előlapján három modern sportoló fut stafétabottal a kézben, míg a háttérben három ókori sportoló fut egy dolichos (hosszútáv) néven ismert sportágban (állóképességi verseny kb. 3800 méteres távon).

## Úszás

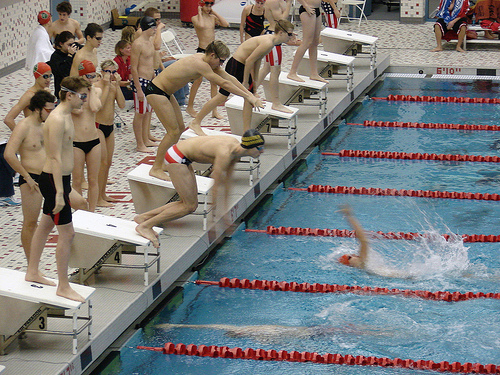
Váltás egy úszóversenyen

Az úszásban általában követik a váltók azt a stratégiát, hogy a második leggyorsabb ember kezd, majd a harmadik leggyorsabb, s utána a leglassabb ember úszik, és végül a leggyorsabb versenyez. Előfordul hogy az első három távon más sorrendben indítják az úszókat, de a leggyorsabb ember minden esetben az utolsó távra marad.
A Nemzetközi Úszószövetség (FINA) szabályai előírják, hogy a második, harmadik és negyedik úszónak a lába nem hagyhatja el a rajtkövet, mielőtt a beérkező csapattársa hozzá nem ér a falhoz. Az induló úszó esetleg már mozgásban lehet, de érintkezésben kell legyen a rajtkővel, s így nyerhet vagy 0,6-1,0 másodpercet a „rendes” starttal szemben. Sok úszó jobban teljesít egy váltóban, mint egy egyéni versenyen, ami csapatszellem hangulattal magyarázható. Ennek következtében a mért idők általában 2-3 másodperccel gyorsabbak, mint az úszók legjobb egyéni eredményeinek összege.
A vegyes váltóban minden úszó más-más stílusban úszik: hátúszás, mellúszás, pillangóúszás és gyorsúszás (a négy úszásnemet ebben a sorrendben kell teljesíteni). Gyorsúszó váltó esetében természetesen minden úszó azt az úszásnemet használja. (Az egyéni vegyesúszásban, ahol minden versenyző mind a négy stílusban úszik, a sorrend a következő: pillangó, hátúszás, mell, és gyorsúszás.)

## Sífutás

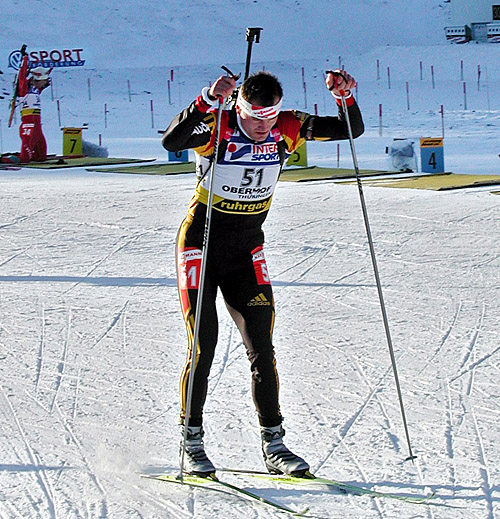
Sven Fischer német biatlonos

Sífutásban a nemzetközi bajnokságokon 4x10 km (férfi) és 4x5 km (női) távolságon versenyeznek. Ezeken a versenyeken általában az első két versenyző klasszikus stílusban, míg a másik kettő szabad- vagy korcsolyázó stílusban fut. A nemzeti bajnokságokon és kisebb versenyeken gyakran 3x10 illetve 3x5 km a táv. Az is előfordul, hogy a férfiak 4x7,5 km távon versenyeznek.
Biatlonban (sílövészet) a váltókban 4x7.5 km (férfi) és 4x6 km (női) a megszokott táv. Minden szakasz után, fekvő illetve álló testhelyzetben, meghatározott számú (általában 5) célzott lövést kell leadniuk a beiktatott lőtereken. Ha nem minden lövés talál célba, akkor a versenyszámtól függően a versenyzőnek elvétett lövésekként 150 méteres büntetőkört kell futnia vagy pedig percbüntetést kap.

## Tájfutás
A tájfutás váltó tagjai a szakaszokat egymás után egyénileg teljesítik. A váltószakaszok pályái különbözőek kell legyenek. A verseny szakaszainak kialakításakor több lehetséges megoldás ismert (motala, farsta stb.). Fontos előírás mindegyik változatban, hogy minden váltónak kell érintenie a pálya minden pontját. Váltóversenyen a csapatok első futói egyszerre, tömegrajttal indulnak.

## Fordítás
- Ez a szócikk részben vagy egészben  a   Relay race című angol Wikipédia-szócikk fordításán alapul.  Az eredeti cikk szerkesztőit annak laptörténete sorolja fel. Ez a jelzés csupán a megfogalmazás eredetét és a szerzői jogokat jelzi, nem szolgál a cikkben szereplő információk forrásmegjelöléseként.
- Ez a szócikk részben vagy egészben  a   Stafett című svéd Wikipédia-szócikk fordításán alapul.  Az eredeti cikk szerkesztőit annak laptörténete sorolja fel. Ez a jelzés csupán a megfogalmazás eredetét és a szerzői jogokat jelzi, nem szolgál a cikkben szereplő információk forrásmegjelöléseként.